# DDT
DDT или дидити (дихлор-дифенил-трихлоретан) назив је за познати и често коришћени инсектицид.
DDT је органско једињење које спада у класу угљоводоника алкана. Долази у облику безбојних кристала или белог праха; без мириса је или је слабог непродорног мириса. Тачка топљења је 108,5 до 109,0 °C; при даљем загревању се распада. Не раствара се у води. Раствара се у ацетону, етру, бензолу и керозину. На инсекте делује као контактни отров. Поседује високу биоакумулативну способност и таложи се у мишићима и костима.

## Добијање
DDT је откривен 1874. од стране Отмара Зајдлера, али његове хемијске особине је открио тек 1939. године Пол Херман Милер. DDT се добија реакцијом између хлорбензена и трихлороетанола. 
2 C6H5Cl + C2H2Cl3OH → C14H9Cl5 + H2O.

## Примена
DDT је најпознатији инсектицид из групе хлорисаних угљоводоника. Имао је веома велику примену за време Другог светског рата у борби против болести које преносе комарци (нпр. маларија). Захваљујући DDT-ју, маларија је у потпуности искорењена у Северној Америци и Европи. Поред овога, имао је примену и у уништаваљу штеточина у пољопривредној производњи.

## Штетно дејство
Кад је откривена његова штетност, употреба DDT-ја је забрањена, прво у САД-у, a затим у осталом делу света. Већ 1970-их употреба DDT-ја је забрањена у целом свету.